# Estadio BBVA Bancomer
Das Estadio BBVA Bancomer ist ein Fußballstadion im Vorort Guadelupe, östlich der mexikanischen Millionenstadt Monterrey, im Bundesstaat Nuevo León. Es befindet sich an der Avenida Pablo Livas in unmittelbarer Nachbarschaft zum Zoologischen Garten Parque Ecológico La Pastora. Die Sportstätte ist benannt nach dem Kreditinstitut BBVA Bancomer, welches Namenssponsor ist. Das ursprüngliche Bauvorhaben startete unter der Bezeichnung Estadio de Fútbol Monterrey. Seit 2015 ist die Anlage die Heimspielstätte des mexikanischen Fußballvereins CF Monterrey, der seine Heimspiele zuvor im Estadio Tecnológico bestritten hat. 

## Geschichte
Nachdem die Planungen für das Stadion bereits 2008 begonnen hatten, wurde das Projekt im August 2011 endlich genehmigt, so dass die Bauarbeiten im Oktober desselben Jahres in Angriff genommen werden konnten.
Das Stadion wurde im Sommer 2015 fertiggestellt und am 2. August 2015 mit einer Begegnung zwischen dem zukünftigen Hausherrn CF Monterrey und dem portugiesischen Rekordmeister Benfica Lissabon offiziell eröffnet. Erster Torschütze im neuen Stadion war César Montes, der in jenem Spiel zum allerersten Mal überhaupt in der ersten Mannschaft der Rayados zum Einsatz gekommen war und in der 48. Minute die 1:0-Führung für den Gastgeber erzielte, der das Spiel am Ende mit 3:0 zu seinen Gunsten entschied.
Neun Tage später fand die erste offizielle Begegnung im Estadio BBVA Bancomer statt, die der CF Monterrey in einem Punktspiel der Liga MX am 11. August 2015 gegen den CF Pachuca bestritt. Den ersten Treffer erzielte Ariel Nahuelpan, der die Gäste in der 16. Minute mit 0:1 in Führung brachte und 13 Minuten später auch für das 0:2 verantwortlich war. Monterrey konnte das Spiel drehen und lag nach 63 Minuten mit 3:2 in Front, ehe Rubén Botta nach einer Vorlage von Ariel Nahuelpan in der 69. Minute ausgleichen konnte. Als es schon nach einer Punkteteilung aussah, erzielte Aldo de Nigris in der letzten Minute doch noch den Siegtreffer zum 4:3 für die Hausherren.
Die Spielstätte war neben dem Estadio Universitario in San Nicolás Austragungsort von acht Partien der nordamerikanischen Frauenfußballmeisterschaft CONCACAF W Championship 2022. Für die Fußball-Weltmeisterschaft 2026 in den Vereinigten Staaten, Kanada und Mexiko ist das Estadio BBVA Bancomer als eines von drei mexikanischen Stadien, neben dem Aztekenstadion (Mexiko-Stadt) und dem Estadio Akron (Guadalajara), vorgesehen.

## Galerie

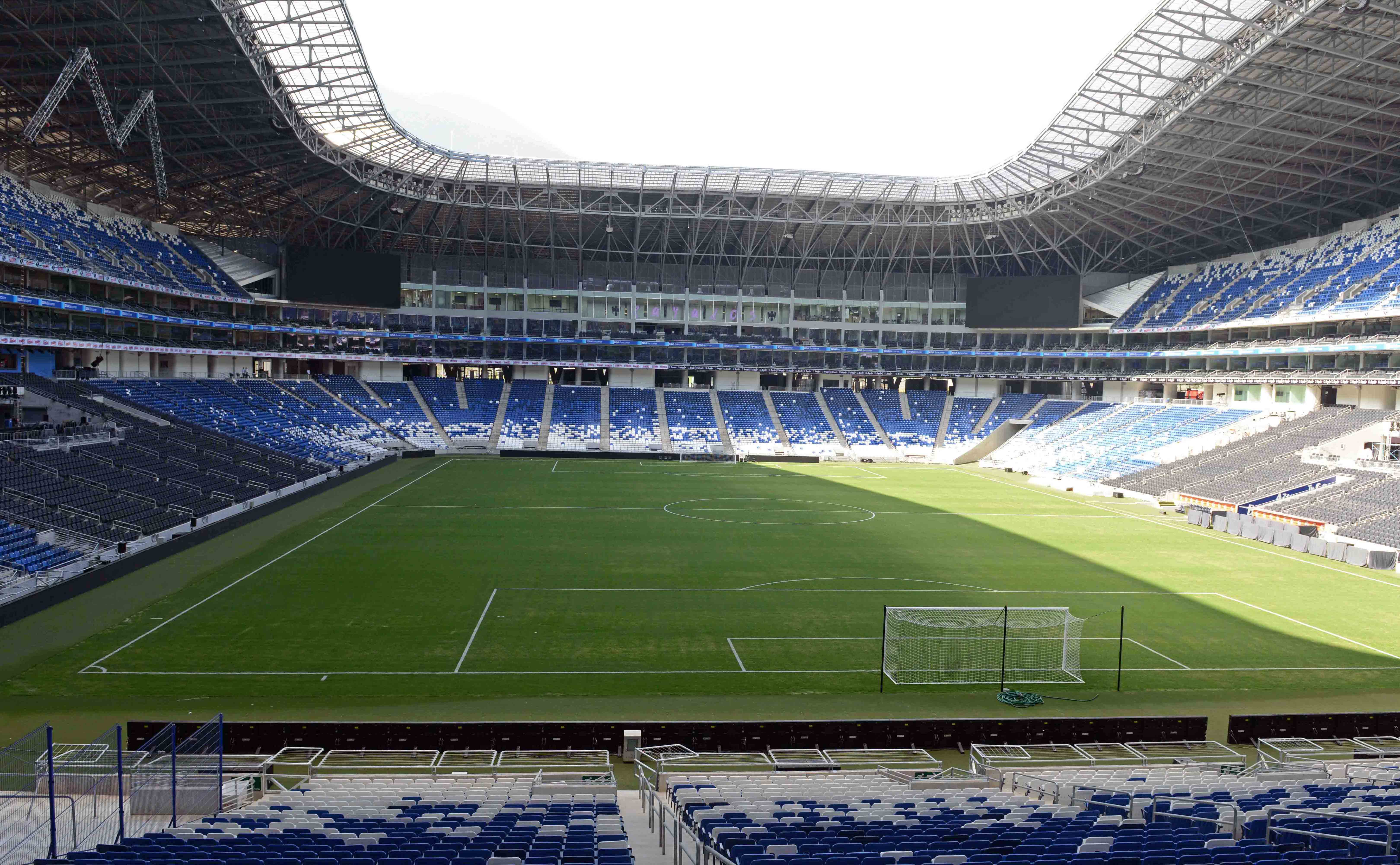
Anfang August 2015
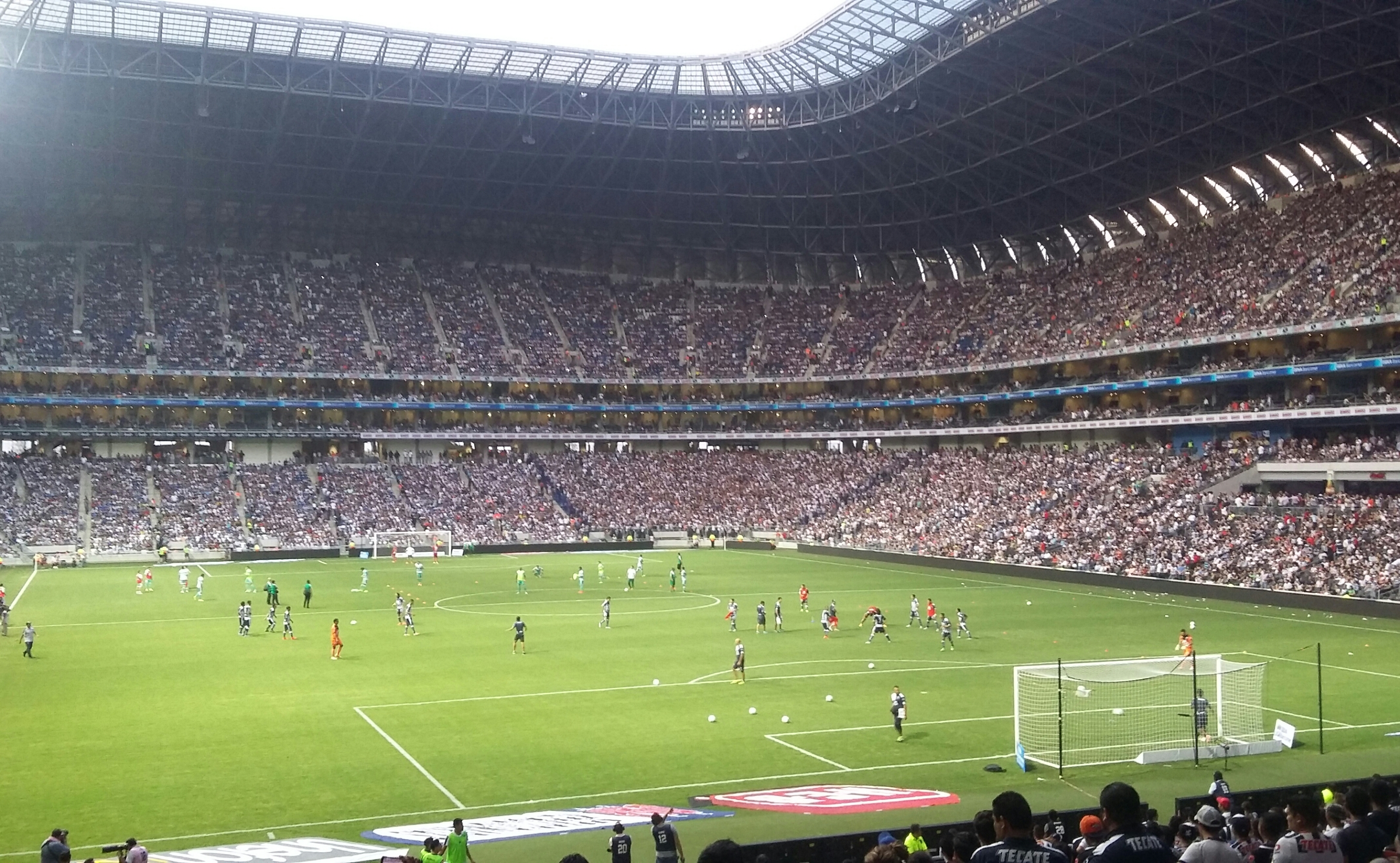
Fußballspiel im gefüllten Stadion (August 2015)
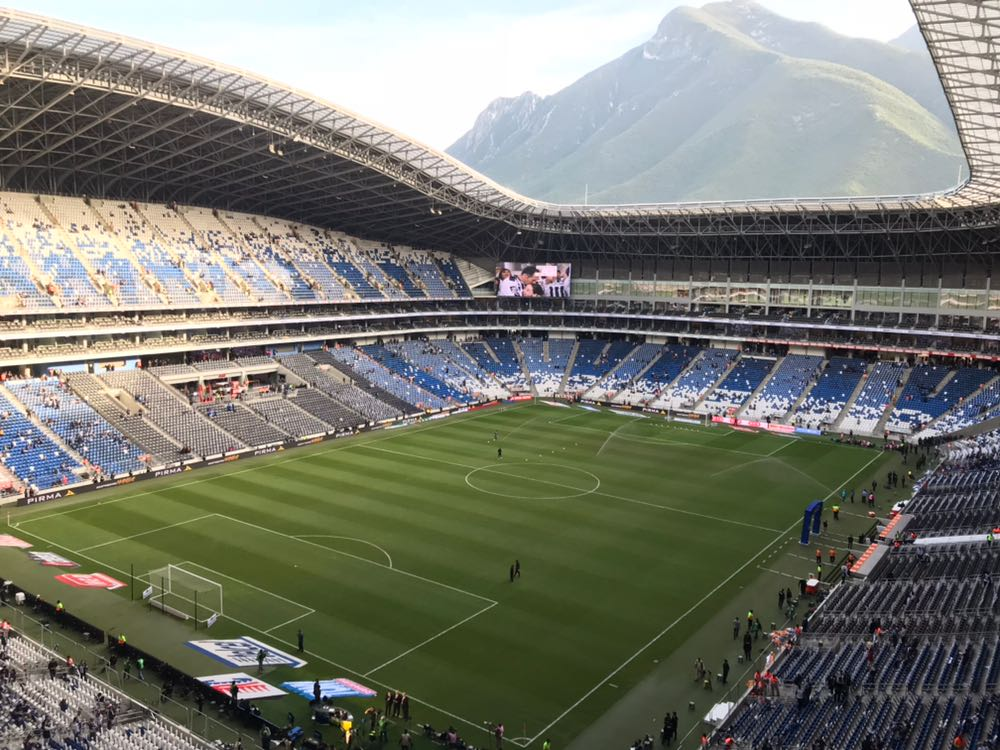
Vor dem Finalrückspiel der Liga MX 2017/18 am 10. Dezember 2017 zwischen dem CF Monterrey und den UANL Tigres